# Straight edge

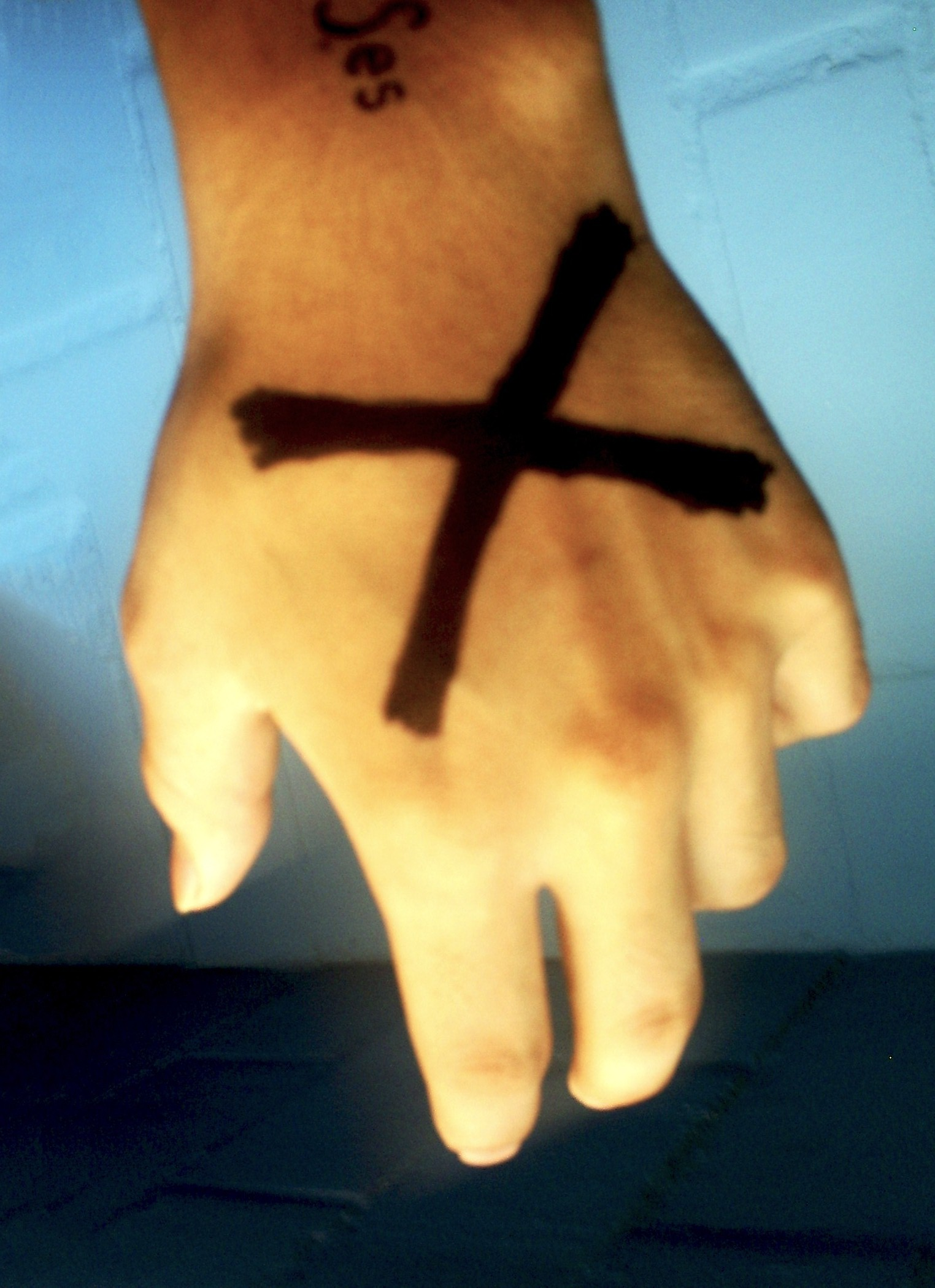
Tatouage straight edge.

Le straight edge est une sous-culture et un sous-genre musical du punk hardcore dont les adhérents ne consomment ni alcool, ni tabac et autres drogues récréatives.
Il s'agit à l'origine d'une réaction directe au dévoiement de la révolution sexuelle, à l'hédonisme destructeur et aux excès associés au punk rock, mais également pour des groupes aux discours politiques, de gagner en crédibilité. Pour certains, cela s'étend à ne pas s'engager dans la promiscuité sexuelle, à suivre un régime végétarien ou végétalien et à ne pas consommer de caféine ou de médicaments.
Le terme a été adopté et popularisé à partir de la chanson Straight Edge du groupe de punk hardcore des années 1980 Minor Threat.
Le straight edge émerge au milieu des années 1980 à partir de la scène hardcore. Dès lors, une grande diversité de convictions et idées ont été intégrées dans le mouvement, véganisme abolitionniste (refus de l'exploitation animale), bien-être animal, communisme ou nationalisme ou encore croyances de la conscience de Krishna.

## Approches
Bien que certains groupes straight edge soient assimilés à un « gang » par les forces de l'ordre aux États-Unis, une étude de 2006 démontre que l'immense partie des groupes straight edge sont parfaitement pacifiques. Mais si la scène punk hardcore à Washington D.C. par exemple est félicitée pour son implication dans des changements sociaux positifs, le mouvement youth crew des années 1980 et le mouvement végétalien des années 1990 suscitent de nombreuses polémiques. De par la rigidité de certains de ses défenseurs, le straight edge est parfois perçu avec scepticisme, moquerie ou hostilité malgré l'idéologie pourtant moins dogmatique de certains autres.

## Histoire

### Années 1970 et 1980

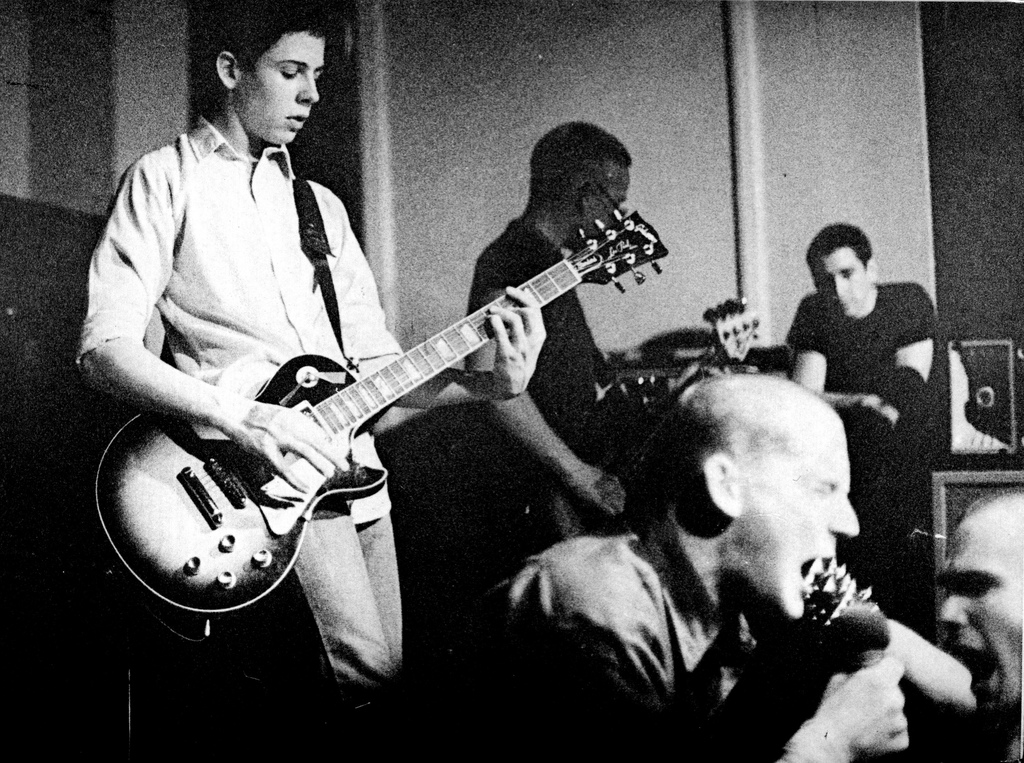
Minor Threat, groupe ayant utilisé pour la première fois le terme straight edge.

En 1999, le sociologue William Tsitsos, professeur associé au Department of Sociology, Anthropology and Criminal Justice de l'Université de Towson, identifie trois ères marquant le straight edge depuis son lancement au début des années 1980, mais depuis cette analyse, d'autres observateurs ont identifié une nouvelle ère dans le mouvement. Le straight edge émerge depuis la scène punk hardcore de la fin des années 1970 et du début des années 1980 et se caractérise principalement par des hurlements plutôt que par des chants. Les individus associés au straight edge de cette première ère sont également associés à certains idéaux punk comme l'individualisme ou le refus de travailler, et à des attitudes parfois dangereuses.
Le straight edge est le sujet de plusieurs chansons des années 1980, particulièrement du groupe Minor Threat et notamment, très explicitement, dans sa chanson Straight Edge, mais aussi dans la chanson Keep it Clean du groupe punk britannique The Vibrators ou dans la chanson I'm Straight du groupe des années 1970 Modern Lovers (dans laquelle l'usage des drogues est rejeté). En tant que personnalité de la scène hard rock rejetant l'alcool et la drogue, Ted Nugent a également influencé l'idéologie du straight edge. Ian MacKaye, le chanteur de Minor Threat, refuse l'étiquette de fondateur du straight edge qui lui est accolée et affirme que Minor Threat n'est même pas un groupe straight edge. Il avance au contraire que le mouvement est né d'un malentendu qui a pris de l'ampleur, tenant au sens des paroles de sa chanson : « Je pense que l'idée du straight edge, de la chanson que j'ai écrite et de l'interprétation qui en a été faite ont été déformées par certaines personnes. Ils ont modifié, avec leur fondamentalisme, le vrai message qui, dans mon esprit, était qu'on devrait permettre aux gens de vivre leur vie comme ils le veulent. Généralement, je pense que la plupart des personnes qui s'identifient avec cela sont juste de bonnes personnes, qui ont essayé de faire quelque chose de bien de leurs vies et que c'est une honte qu'elles doivent souffrir le genre de stigmates que d'autres ont collés à cette attitude. Mais pour ce qui est devenu un mouvement, ou autre chose car ce n'est pas vraiment un mouvement pour moi, je ne l'ai jamais conçu. »
Le straight edge apparaît d'abord sur la côte est américaine et à Washington D.C., puis se propage rapidement dans le reste des États-Unis et jusqu'au Canada. Dans les années 1980, des groupes originaires de la côte est, comme America's Hardcore, Stalag 13, Justice League ou Uniform Choice, rencontrent une certaine popularité. À l'aube du mouvement, les concerts se composent souvent de groupes punk et straight edge. Cette situation change néanmoins assez vite et le début des années 1980 est considéré comme la période « avant laquelle les deux scènes se séparent ». Les premiers groupes straight edge impliquent Minor Threat, State of Alert, Government Issue, Teen Idles, The Faith, 7 Seconds, SSD, DYS, Negative FX, Cause for Alarm ou The Abused,,.
Un contre-courant du straight edge, le bent edge ou curved edge, est lancé par des membres de la scène hardcore de Washington, D.C. frustrés par la rigidité et l'intolérance de leur scène. Ce mouvement prend de l'ampleur  mais s'avère être, par ses propres excès (jets d'alcool et de matériel destiné à l'usage de drogues durant les concerts), une simple antithèse du straight edge et ne sera finalement que de courte durée, s'effaçant rapidement à la fin des années 1990.

### Youth crew

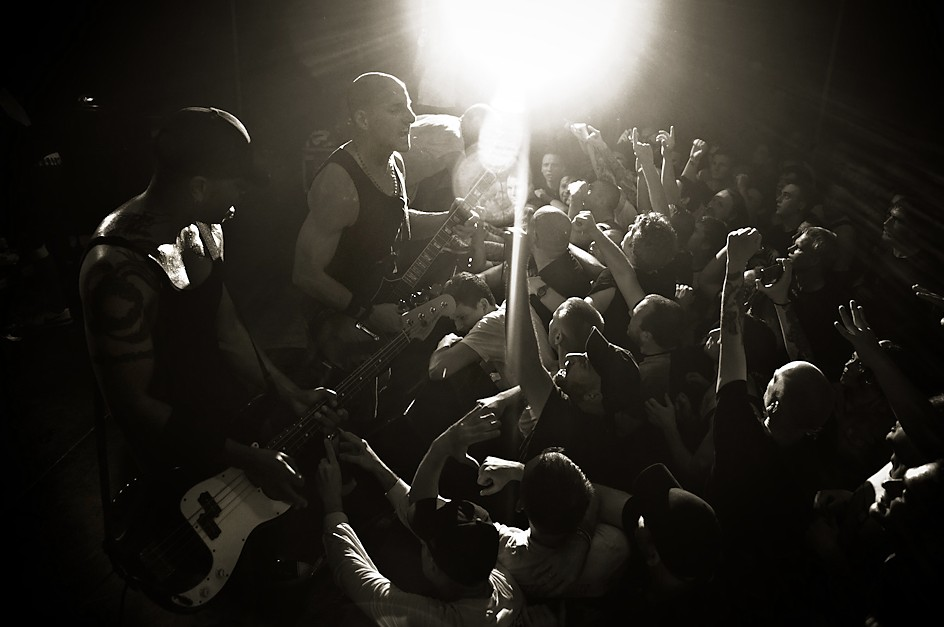
Youth of Today, pionniers de la youth crew.

À l'aube de la youth crew, sous-genre musical du punk hardcore lancé au milieu des années 1980, son influence s'accroît rapidement et significativement sur la scène straight edge. Les premiers groupes du genre impliquent Minor Threat, Bad Brains, Negative Approach, Cro-Mags ou Agnostic Front. Bien qu'une partie de la musique youth crew soit similaire au hardcore mélodique, l'autre partie s'inspire du thrash metal ou encore du streetpunk mais la plupart des groupes youth crew s'inspirent désormais du heavy metal. Les groupes notables de cette approche incluent Youth of Today, Gorilla Biscuits, Judge, Bold, Chain of Strength (en), Uniform Choice (en) ou Slapshot.
Au milieu des années 1980, le groupe Youth of Today devient largement associé au straight edge et sa chanson Youth Crew exprime un désir de rassembler la scène et l'organiser en mouvement. C'est durant cette ère que le végétarisme devient un thème important et récurrent du straight edge, à commencer par la chanson No More de Youth of Today, sortie en 1988, dont les paroles prônent le refus de la consommation de viande. La défense des droits des animaux et le véganisme atteignent leur pic de popularité dans le mouvement straight edge pendant les années 1990. .

### Années 1990
Au début des années 1990, un mouvement straight edge militant se fait entendre dans la scène punk et DIY. Néanmoins, les punks militants straight edge ne sont pas connus pour leur tolérance. Ils se disent fiers de leur militantisme et n'hésitent pas à faire usage de la force et de la violence pour faire entendre leur voix. Ces militants straight edge controversés, loin de faire l'unanimité au sein de la scène alternative, se veulent également plus conservateurs et moins tolérants envers l'homosexualité ou l'avortement. Au milieu des années 1990, un certain nombre de groupes qui défendent la justice sociale, le droit des animaux, le véganisme et les pratiques courantes du straight edge se convertissent au métal. À cette période, de nouvelles subdivisions apparaissent dans le straight edge : hardline et conscience de Krishna.
Au début et au milieu des années 1990, le straight edge s'étend de façon parallèle aux États-Unis, dans les pays nord-européens, en Europe de l'Est, au Moyen-Orient ou en Amérique du Sud et se popularise dans le monde grâce notamment aux tournées permanentes de groupes de la youth crew. C'est également la décennie où le mode de vie straight edge dépasse son obédience d'origine pour essaimer dans des scènes voisines ou connexes (skinheads Oi ! et hardcore principalement) mais toutefois avec une ampleur moindre et dans des versions généralement plus souples, souvent limitées à la non-consommation d'alcool et de drogues et à la promotion du respect de soi.
Le 17 octobre 1999 est célébré pour la première fois le National Edge Day, jour férié non officiel fondé par des gens associés au mouvement straight edge.

### Années 2000
Au début des années 2000, seule une poignée de groupes straight edge militants parvient à survivre. Contrairement à certains médias qui considèrent les groupes straight edge comme un gang,, de nombreuses études démontrent que les membres associés au mouvement sont pacifiques et non violents. Par ailleurs, une tolérance pour ceux qui ne participent pas au mouvement s'installe durablement dans la scène straight edge au cours des années 2000. Dans cette incarnation du straight edge, les styles musicaux adoptés par les groupes peuvent varier, oscillant entre youth crew, metalcore et posicore. Cette scène straight edge des années 2000 implique des groupes comme Champion, Down to Nothing (en), Embrace Today (en), Have Heart ou Throwdown.
Le straight edge est notamment représenté par le catcheur de la WWE, Phillip Jack Brooks, plus connu sous le nom de ring de CM Punk, qui, grâce à ses apparitions médiatiques, a permis au mouvement straight edge de se faire davantage connaître à travers le monde. Les catcheurs Kenny Omega, Darby Allin et le rappeur Lil Yachty se revendiquent straight edge.

#### Autres ouvrages
- La Philosophie du Punk, de Craig O’Hara, Éd. Rytrut, 2003, d’après le mémoire de sociologie de 1992 de l’auteur, ayant contribué au fanzine américain Maximumrocknroll. Publié chez AK Press en 1995 et 1999, traduction française. Une étude de différents aspects du mouvement punk avec extraits d’interviews et commentaires, agrémentée de photos et d’iconographies.
- (en) Haenfler, Ross (2004). Rethinking Subcultural Resistance. Journal of Contemporary Ethnography, vol. 33, pages 406–436.
- Sam McPheeters, « The Straight Edge Movement », Buzz,‎ 1987
- Darrell D. Irwin, « The Straight Edge Subculture: Examining the Youths' Drug Free Way », Journal of Drug Issues, vol. 29, no 2,‎ 1999, p. 365–380
- Raymond McCrea Jones, Out of Step : Faces of Straight Edge, Philadelphie, Empire Press, 2007, 139 p. (ISBN 978-0-615-15884-6, lire en ligne)
- Gabriel Smith, « White Mutants of Straight Edge: The Avant-Garde of Abstinence », Journal of Popular Culture, vol. 44, no 3,‎ juin 2011, p. 633–646 (DOI 10.1111/j.1540-5931.2011.00852.x)